# Arabische Beker der Bekerwinnaars
De Arabische Beker der Bekerwinnaars was een Arabische voetbalcompetitie die startte in 1989. Na het seizoen 2001/02 fuseerde het toernooi met de Arab Club Champions Club om zo het Prince Faysal bin Fahad Toernooi te vormen dat na 2 seizoenen werd omgedoopt in de Arabische Champions League. 

## Winnaars
| Seizoen | Winnaar                  | Score              | Runner-up             |
| ------- | ------------------------ | ------------------ | --------------------- |
| 2001/02 | Stade Tunisien TUN       | 3-1                | Al-Hilal Omdurman SUD |
| 2000/01 | Al-Hilal KSA             | 2-1 n.v.           | Al-Nassr KSA          |
| 1999/00 | Al-Ittihad QAT           | 2-0                | Al-Jaish SYR          |
| 1998/99 | MC Oran ALG              | 2-1                | Al-Jaish SYR          |
| 1997/98 | MC Oran ALG              | 2-0                | Al-Shabab KSA         |
| 1996/97 | OC Khouribga MAR         | 3-1                | Al-Faysali JOR        |
| 1995/96 | Club Africain TUN        | 1-0 n.v.           | Étoile Sahel TUN      |
| 1994/95 | Al-Ahly EGY              | 1-0                | Al-Shabab KSA         |
| 1993/94 | Olympique Casablanca MAR | 1-0                | Al-Qadsia KSA         |
| 1992/93 | Olympique Casablanca MAR | 2-0 n.v.           | Al-Sadd QAT           |
| 1991/92 | Olympique Casablanca MAR | 1-0                | Al-Mokaoulun EGY      |
| 1989/90 | Stade Tunisien TUN       | 0-0 Penalty's: 6-5 | Al-Kuwait KUW         |